# Андервуд (Минесота)
Андервуд (енгл. Underwood) град је у америчкој савезној држави Минесота.

## Демографија
По попису из 2010. године број становника је 341, што је 22 (6,9%) становника више него 2000. године.
| Група             | 2000.       | 2010.       |
| Белци             | 315 (98,7%) | 337 (98,8%) |
| Афроамериканци    | 0 (0,0%)    | 1 (0,3%)    |
| Азијати           | 1 (0,3%)    | 0 (0,0%)    |
| Хиспаноамериканци | 2 (0,6%)    | 2 (0,6%)    |
| Укупно            | 319         | 341         |